# Natalia Kochańska
Natalia Kochańska (Zielona Góra, 18 de agosto de 1996) es una deportista polaca que compite en tiro, en la modalidad de rifle. En los Juegos Europeos de Cracovia 2023 consiguió una medalla de plata en la prueba de rifle 3 posiciones 50 m.

## Palmarés internacional
| Juegos Europeos | Juegos Europeos     | Juegos Europeos  | Juegos Europeos         |
| Año             | Lugar               | Medalla          | Prueba                  |
| --------------- | ------------------- | ---------------- | ----------------------- |
| 2023            | Breslavia (Polonia) | Medalla de plata | Rifle 3 posiciones 50 m |